# جوديث نيلسون
جوديث نيلسون (بالإنجليزية: Judith Nelson)‏ هي مغنية ومغنية أوبرا أمريكية، ولدت في 10 سبتمبر 1939 في إيفانستون في الولايات المتحدة، وتوفيت في 28 مايو 2012.

## وصلات خارجية
- جوديث نيلسون على موقع ميوزك برينز (الإنجليزية)
- جوديث نيلسون على موقع أول ميوزيك (الإنجليزية)
- جوديث نيلسون على موقع ديسكوغز (الإنجليزية)